# Pretear - La leggenda della nuova Biancaneve
Pretear - La leggenda della nuova Biancaneve (新白雪姫伝説プリーティア?, Shin Shirayuki-hime densetsu Purītia) è un manga shōjo scritto da Jun'ichi Satō e disegnato da Kaori Naruse, pubblicato in Giappone sulla rivista Asuka Fantasy DX di Kadokawa Shoten dal maggio 2000 al luglio 2001. Lo stesso Satō ha tratto un anime di tredici episodi, trasmesso su WOWOW nel 2001. 
In Italia il manga è stato pubblicato da Play Media Company dal luglio all'ottobre 2007 sulla collana One²Comix, mentre l'anime è stato distribuito in DVD da Fool Frame; il primo episodio è stato trasmesso su MTV il 5 settembre 2005 in occasione dell'Anime Week.
La storia è vagamente ispirata a quella della fiaba Biancaneve e i sette nani, dove i sette nani vengono sostituiti da sette bei ragazzi, la mela diventa il simbolo dei riphe e la mela avvelenata ciò che li distrugge e li divora.

## Trama
Himeno Awayuki è una tranquilla ragazza di sedici anni il cui unico desiderio è quello di poter vivere una vita normale e felice, soprattutto dopo la morte della madre e il nuovo matrimonio del padre con una donna molto ricca, che li ospita nella sua enorme villa. Intanto, Fenrir, la Principessa dei disastri, invia sulla Terra i propri semi del male per succhiare l'energia vitale di tutte le creature viventi. Per scongiurare la catastrofe, sette cavalieri, i Leaf Knight, si mettono alla ricerca della Pretear, una principessa dotata di poteri magici in grado di generare nuovi leaf, la fonte della vita. Proprio Himeno si rivela essere la Pretear: insieme ai Leaf Knight, dovrà sconfiggere Fenrir.

## Personaggi

### Personaggi principali
Himeno Awayuki (淡雪 姫乃?, Awayuki Himeno)
Doppiata da: Sayuri Yoshida (ed. giapponese), Federica De Bortoli (ed. italiana)
Ha 16 anni e frequenta la prima superiore alla Hakutoku. È una ragazza impulsiva che si arrabbia facilmente, ed è esperta di arti marziali perché il padre le ha fatto praticare karate, kendō, aikidō e taijiquan. Quando aveva cinque anni sua madre è morta e il padre si è recentemente risposato con Natsue: Himeno non riesce ad adattarsi alla sua nuova vita nell'alta società e viene ignorata o maltrattata dalle sorellastre Mawata e Mayune. Hayate la chiama spesso "Testa di tulipano", cosa che la irrita molto; nel corso della serie, s'innamora proprio di quest'ultimo.
Hayate (颯?, Hayate)
Doppiato da: Kousuke Toriumi (ed. giapponese), Simone D'Andrea (ed. italiana)
Il Knight del Vento, ha 18 anni. Inizialmente non accetta Himeno come Pretear, giudicandola immatura, ma poi, dopo averla messa alla prova, si convince che sia la ragazza giusta per ricoprire il ruolo e se ne innamora. Lavora come pony express e gli piace andare in giro in bici o in moto, mentre nell'anime lavora come assistente del padre di Himeno. Quando Himeno si trasforma nella Pretear del Vento, è in grado di usare la Spada del Vento.
Sasame (細?, Sasame)
Doppiato da: Takahiro Sakurai (ed. giapponese), Marco Vivio (ed. italiana)
Il Knight del Suono, ha 17 anni. Famoso deejay del programma radiofonico 'Sasame's Words Gate', sa cantare e suonare qualsiasi strumento. In precedenza innamorato di Takako, con il tempo inizia a provare qualcosa per Himeno. Nell'anime, diventa il Knight dell'Oscurità di Saihi. Quando Himeno si trasforma nella Pretear del Suono, è in grado di usare l'Arco del Suono.
Kei (蛍?, Kei)
Doppiato da: Makoto Naruse (ed. giapponese), Leonardo Graziano (ed. italiana)
Il Knight della Luce, ha 16 anni. Abile programmatore di computer, lavora come web designer e grazie ai computer riesce a individuare la posizione dei semi. È vanitoso ed egocentrico. Quando Himeno si trasforma nella Pretear della Luce, è in grado di usare lo Scettro della Luce.
Go (豪?, Gō)
Doppiato da: Shōtarō Morikubo (ed. giapponese), Gianluca Iacono (ed. italiana)
Il Knight del Fuoco, ha 16 anni. Di carattere forte e appassionato, è sempre sorridente e volenteroso, e ama la cioccolata e le moto. Lavora come cameriere in un locale e spesso si occupa delle consegne a domicilio. Riesce a manovrare con astute tecniche i Riphe Knight più piccoli. Quando Himeno si trasforma nella Pretear del Fuoco, è in grado di usare la Scure di Fuoco.
Mannen (万年?, Mannen)
Doppiato da: Akiko Yajima (ed. giapponese), Gabriele Patriarca (ed. italiana)
Il Knight del Gelo, ha 10 anni. Leader dei Knight più giovani, è sempre alla ricerca di un'occasione per dimostrare il proprio valore. Disobbedisce molto spesso a Kei e vorrebbe che Himeno diventasse la sua ragazza, anche se è molto più piccolo di lei. Eccelle in tutti gli sport. Quando Himeno si trasforma nella Pretear del Gelo, è in grado di usare il Giavellotto di Ghiaccio.
Hajime (初?, Hajime)
Doppiato da: Misato Fukuen (ed. giapponese), Manuel Meli (ed. italiana)
Il Knight dell'Acqua, ha 7 anni e gli piacciono i modellini. Quando Himeno si trasforma nella Pretear dell'Acqua, è in grado di usare la Frusta d'Acqua.
Shin (新?, Shin)
Doppiato da: Tamaki Nakanishi (ed. giapponese), Jolanda Granato (ed. italiana)
Il Knight delle Piante, ha 5 anni. Ha il potere di guarire le piante e piange quando è necessario distruggerne una. Quando Himeno si trasforma nella Pretear delle Piante, è in grado di usare i Cunei Verdi, che non sono un'arma come le altre, ma un attacco. Nell'anime riesce a creare una barriera in modo che l'ambiente circostante non venga danneggiato dagli attacchi dei demoni larva.
Takako (貴子?, Takako) / Saihi Fenrir (災妃フェンリル?, Saihi Fenriru)
Doppiata da: Yui Horie (ed. giapponese), Debora Magnaghi (ed. italiana)
La Pretear di sedici anni prima, Takako era una ragazza dolce e sensibile che piangeva spesso. S'innamorò di Hayate, ma visto che lui non l'amava diventò malvagia e si trasformò in Saihi, la Principessa dei disastri, il cui unico scopo è distruggere tutti i riphe. Non ha un corpo vero e proprio e per questo prende il controllo di Natsue, la matrigna di Himeno, che a sua volta trasforma in burattini le persone vicine a Himeno. Viene sconfitta dalla Pretear Bianca, colei che è in grado di produrre da sola tutti i riphe. Nell'anime è una cameriera nella tenuta degli Awayuki di nome Mikage (美景?, Mikage), trasforma Sasame nel Knight dell'Oscurità e gli ordina di uccidere Hayate. In seguito alla morte di Sasame, che la protegge da un attacco del Grande Albero di Fenrir, capisce di amarlo e ritrova la sua umanità.

### Personaggi secondari
Mayune Awayuki (淡雪 繭根?, Awayuki Mayune)
Doppiata da: Satsuki Yukino (ed. giapponese), Emanuela Pacotto (ed. italiana)
Ha 16 anni e frequenta la prima superiore alla scuola Hakutoku. Sorellastra di Himeno, le piace rinfacciarle la sua povertà e le tira spesso brutti scherzi perché ne è gelosa, in particolare del fatto che ella sia sempre circondata da bei ragazzi, ovvero i Riphe Knight. Adora essere al centro dell'attenzione, è una spiona e frequenta lezioni di ballo. Nell'anime, alla fine lei e Himeno instaurano un bel legame.
Mawata Awayuki (淡雪 真綿?, Awayuki Mawata)
Doppiata da: Akemi Kanda (ed. giapponese), Alessia Amendola (ed. italiana)
Ha 14 anni e frequenta la seconda media alla scuola Hakutoku. Sorellastra di Himeno, è una ragazza intelligente e composta, ma la sua calma esteriore nasconde la solitudine che prova dopo la morte del padre. Molto ammirata da tutti a scuola, pensa che nessuno le voglia bene e che tutti si avvicinino a lei solo perché è carina e ricca. I suoi voti a scuola sono molto alti, è esperta di danze giapponesi e ballo di coppia; inoltre, sa suonare il pianoforte e il violino, è pratica dell'arte del tè e della disposizione dei fiori. Conosce alla perfezione il galateo, l'arte e la musica. I suoi sentimenti e le sue frustrazioni vengono confessate soltanto a Sasame, al quale invia delle cartoline in radio.
Kaoru Awayuki (淡雪 薫?, Awayuki Kaoru)
Doppiato da: Yūji Ueda (ed. giapponese), Gabriele Calindri (ed. italiana)
Il padre di Himeno, ha 43 anni ed è uno scrittore di romanzi d'amore, ma dopo la morte della moglie ha smesso di scrivere; tuttavia, dopo le insistenze di Natsue, decide di scrivere un libro dedicato a lei e glielo regala per il compleanno. Prima di risposarsi con Natsue, trascorreva molto del suo tempo a bere sakè, mentre Himeno teneva i conti di casa e cucinava. Nell'anime si dedica alla scultura.
Natsue Awayuki (淡雪 夏江?, Awayuki Natsue)
Doppiata da: Kikuko Inoue (ed. giapponese), Marcella Silvestri (ed. italiana)
Ha 38 anni ed è la madre di Mawata e Mayune. Il suo cognome da nubile è Hojo. Il marito è morto, mentre nell'anime i due sono semplicemente divorziati. Presidentessa di una grande casa farmaceutica e proprietaria di numerosi immobili, è molto ricca. Si è innamorata di Kaoru da giovane, amando i suoi libri d'amore. Il suo lato affettuoso viene mostrato soltanto a Kaoru, mentre con le altre persone mantiene il suo decoro. Viene posseduta da Saihi, che sfrutta la sua gelosia verso l'ex moglie di Kaoru e Himeno. Nell'anime, non viene posseduta da Saihi ed è molto più affettuosa nei confronti di Himeno.
Tanaka (田中?, Tanaka)
Doppiato da: Takehito Koyasu (ed. giapponese), Diego Sabre (ed. italiana)
Ha 38 anni. Autista della famiglia Awayuki, lui e Natsue andavano a scuola insieme. Innamorato della donna, una volta presa la patente ne diventò l'autista. Perde i capelli continuamente, sia per lo stress, sia perché non riesce a confessare i suoi sentimenti a Natsue. Inoltre, non riesce a capire la ragione per la quale Natsue abbia sposato Kaoru, che lui giudica un idiota.
Yayoi Takato (高斗 弥生?, Takato Yayoi)
Doppiata da: Yukari Tamura (ed. giapponese), Tosawi Piovani (ed. italiana)
Compagna di scuola e amica d'infanzia di Himeno, adora i romanzi d'amore. Ammiratrice di Sasame, ha deciso di frequentare la stessa scuola di Himeno perché era preoccupata per lei. Nell'anime tende spesso a sognare a occhi aperti.
Tyipi (ティピ?, Tipi)
Doppiato da: Yukari Tamura (ed. giapponese)
Un uccello che si trova solo a Riphenia, ne esistono di gialli, blu, rossi, rosa, arcobaleno, oro e argento. La maggior parte di loro sono di colore rosa, mentre quelli più rari sono arcobaleno. Amano il tè nero, che su di loro ha lo stesso effetto dell'erba gatta sui felini.

## Manga
Il manga, composto da 18 capitoli più vari extra, è stato pubblicato sulla rivista Asuka Fantasy DX a partire dal maggio 2000 al luglio 2001 e successivamente è stato serializzato in 4 tankōbon per conto della Kadokawa Shoten, pubblicati tra il 1º giugno 2000 e il 21 luglio 2001. Ad aprile del 2001 è uscito un romanzo ad opera di Tamako Sarada intitolato Shin Shirayuki-hime densetsu Pretear: 7-nin no Knight (新白雪姫伝説プリーティア ７人のナイト?, Shin Shirayuki-hime densetsu Purītia 7-nin no Naito) (ISBN 4-04-444201-0).
In Italia è stato pubblicato dalla Play Media Company dal luglio all'ottobre 2007.

### Volumi
| Nº | Titolo italiano Giapponese 「Kanji」 - Rōmaji                                                                           | Data di prima pubblicazione       | Data di prima pubblicazione |
| Nº | Titolo italiano Giapponese 「Kanji」 - Rōmaji                                                                           | Giapponese                        | Italiano                    |
| 1  | Pretear - La leggenda della nuova Biancaneve 1 「新白雪姫伝説プリーティア １」 - Shin Shirayuki-hime densetsu Purītia 1 | 1º giugno 2000 ISBN 4-04-853203-0 | luglio 2007                 |
| 1  | Capitoli 1-5 + extra |                                   |                             |
| 2  | Pretear - La leggenda della nuova Biancaneve 2 「新白雪姫伝説プリーティア ２」 - Shin Shirayuki-hime densetsu Purītia 2 | 1º marzo 2001 ISBN 4-04-853329-0  | agosto 2007                 |
| 2  | Capitoli 6-10 + extra                                                                                                   |                                   |                             |
| 3  | Pretear - La leggenda della nuova Biancaneve 3 「新白雪姫伝説プリーティア ３」 - Shin Shirayuki-hime densetsu Purītia 3 | 1º aprile 2001 ISBN 4-04-853342-8 | settembre 2007              |
| 3  | Capitoli 11-13 + extra                                                                                                  |                                   |                             |
| 4  | Pretear - La leggenda della nuova Biancaneve 4 「新白雪姫伝説プリーティア ４」 - Shin Shirayuki-hime densetsu Purītia 4 | 21 luglio 2001 ISBN 4-04-853392-4 | ottobre 2007                |
| 4  | Capitoli 14-18 + extra                                                                                                  |                                   |                             |

## Anime
Lo stesso Jun'ichi Satō, autore del manga, ha tratto un anime di tredici episodi, andato in onda tra aprile e giugno 2001 su WOWOW; tra agosto e dicembre dello stesso anno è stato raccolto in 5 VHS e 5 DVD, e nel 2006 in un DVD-BOX. In Italia solamente il primo episodio è stato trasmesso su MTV il 5 settembre 2005 in occasione dell'Anime Week, mentre la serie completa è stata distribuita in DVD da Fool Frame.

### Episodi
| Nº | Titolo italiano Giapponese 「Kanji」 - Rōmaji - Traduzione letterale | In onda        | In onda          |
| Nº | Titolo italiano Giapponese 「Kanji」 - Rōmaji - Traduzione letterale | Giapponese     | Italiano         |
| 1  | Il vento del destino 「運命の風」 - Unmei no kaze – "Il vento del destino" | 4 aprile 2001  | 5 settembre 2005 |
| 1  | Himeno Awayuki è una ragazza di sedici anni che non riesce ad adattarsi alla sua nuova vita nell'alta società da quando vive insieme alle sorellastre Mawata e Mayune, che la ignorano o maltrattano, e suo padre Kaoru ha sposato la ricca signora Natsue. Mentre è in ritardo per la scuola, la ragazza vede della neve rossa cadere dal cielo e si scontra violentemente contro Hayate, uno dei Riphe Knight, ovvero uno dei sette cavalieri alla ricerca della Pretear, una principessa dotata di poteri magici in grado di generare una nuova fonte della vita e scongiurare la catastrofe della Principessa dei disastri Saihi Fenrir. Il loro incontro rivela che Himeno è proprio la ragazza che i cavalieri stanno cercando. Inizialmente scettica, durante un attacco di un demone, Himeno attiva la trasformazione fondendosi con Hayate e diventando così la Pretear.                                                                                                |                |                  |
| 2  | 「トキメキを聴かせて」 - Tokimeki wo kikasete – "Fammi sentire le palpitazioni" | 11 aprile 2001 | solo su DVD      |
| 2  | Himeno, utilizzando il potere del vento di Hayate, distrugge il demone e rigenera l'energia. La ragazza è sorpresa nel vedere che nonostante le sue scarse doti di combattimento non presenta alcuna ferita, mentre Hayate ha perso grandi quantità di sangue. I cavalieri spiegano così che quando un Riphe Knight si fonde con la Pretear, ne eredita eventuali dolori e sofferenze. Himeno pensa che tutto ciò sia sbagliato e insieme a Sasame cerca di migliorare le proprie abilità. Nel frattempo, Mawata è depressa per la morte del suo vero padre e si chiede il motivo della sua esistenza. Quando quest'ultima viene attaccata da un demone, Himeno e Sasame si fondano insieme e sconfiggono il nemico con il potere del suono. |                |                  |
| 3  | 「プリーティアへの道」 - Purītia he no michi – "La strada per diventare Pretear" | 18 aprile 2001 | solo su DVD      |
| 3  | Hayate testa le abilità di Himeno con diversi esercizi, ma lei fallisce in tutti suscitando delusione e amarezza nel ragazzo. Intanto Go, Mannen, Hajime e Shin aiutano Himeno a sviluppare e controllare i poteri da Pretear. Hayate rimane colpito nel vederla così concentrata al contrario di quando sta con lui e vorrebbe congratularsi, ma riesce solamente a mostrarle ostilità e così rimane ferito quando Himeno gli urla contro di non aver alcun bisogno di lui. La battaglia contro un demone che ne consegue mette in seria difficoltà la Pretear, fusasi con Go e il suo potere del fuoco, ma l'intervento di Hayate si rivela decisivo. Alla fine Himeno trova il modo per scusarsi del suo comportamento. |                |                  |
| 4  | 「陽だまりの約束」 - Hidamari no yakusoku – "Una promessa fatta sotto la luce del sole" | 25 aprile 2001 | solo su DVD      |
| 4  | Himeno è riluttante nello scoprire che Hayate è stato ingaggiato per lavorare come assistente di suo padre. Gli altri Riphe Knight rilevano la presenza di un demone nascosto all'interno della villa Awayuki e insieme alla Pretear si mettono a cercarlo, venendo tuttavia continuamente ostacolati dal signor Tanaka. Il demone in questione emerge dai fiori coltivati con passione da Himeno, e la ragazza per sconfiggerlo si fonde con Hajime, utilizzando il potere dell'acqua. |                |                  |
| 5  | 「闇の微笑」 - Yami no bishō – "Il sorriso delle tenebre" | 2 maggio 2001  | solo su DVD      |
| 5  | Takako appare misteriosamente in sogno a Himeno. Il giorno successivo a scuola, dei demoni che si spostano nel cielo assorbono energia per Takako. Himeno, intanto, cerca di chiedere scusa a Hayate per aver ignorato la sua preoccupazione che ha per lei, ma finisce per essere distratta dal padre Kaoru. Un demone larva causa un blackout in tutta la città e Himeno e Hayate si precipitano sul luogo, dove fa la sua comparsa anche Takako. Mentre quest'ultima conduce Hayate ad una cattedrale, un demone elettrico prende forma e attacca Himeno; gli altri Riphe Knight arrivano in suo soccorso e Himeno permette a Mannen di fondersi con lei e generare così una scarica di ghiaccio che sconfigge il nemico. Takako giura di uccidere Himeno la prossima volta che si incontreranno. |                |                  |
| 6  | 「紅の秘密」 - Rūju no himitsu – "Il segreto rosso" | 9 maggio 2001  | solo su DVD      |
| 6  | Mentre attende il ritorno di Hayate, Himeno triste pensa alle intenzioni di Takako, che vuole ucciderla. Kei e Go tentano di tirarle su il morale, mentre la domestica Mikage le consiglia di affrontare a testa alta la causa delle sue preoccupazioni. Nel frattempo, Mawata ricorda grazie a Kaoru quando suo padre le insegnò a fare sculture di argilla. Himeno, ansiosa di conoscere di più sul conto di Takako, chiede a Mannen, Hajime e Shin di portarla dove ella è stata imprigionata. Un demone appare e Himeno si fonde con Kei per distruggerlo; prima di ciò, Himeno rimane sorpresa nello scoprire che anche Takako è stata Pretear prima di trasformarsi in Saihi Fenrir. |                |                  |
| 7  | 「もう誰も守れない」 - Mou dare mo mamorenai – "Non posso proteggere più nessuno" | 16 maggio 2001 | solo su DVD      |
| 7  | Quando era Pretear, Takako era innamorata di Hayate, il quale l'ha sempre incoraggiata a diventare più forte nonostante la paura della battaglia. Tuttavia, poiché Hayate non è mai riuscito a restituirle quell'amore che lei provava, Takako diventò Fenrir e esortò i Riphe Knight a sigillarla in una prigione. Dimostrando che i poteri sono basati sulle emozioni, sia positive che negative, Himeno non ha mai sentito il dovere di essere la Pretear ma al contrario si è trovata in mezzo alla battaglia quasi per obbligo, e consiglia ai Riphe Knight di restare uniti per avere maggior potere. Il giorno successivo la ragazza cerca di mantenere un atteggiamento positivo, nonostante sia rimasta ferita negli scontri. I Riphe Knight individuano alcuni demoni nascosti in aree separate della città. Alla cattedrale, Himeno viene sopraffatta da emozioni negative dopo aver visto Takako, e per questo, come Pretear, non è in grado di fondersi con Hayate. |                |                  |
| 8  | 「目覚めのとき」 - Mezame no toki – "Il tempo del risveglio" | 23 maggio 2001 | solo su DVD      |
| 8  | Go ripristina le energie di Sasame, prosciugate durante uno scontro da Takako. Himeno rimane sconvolta e si dà tutte le colpe per quanto accaduto. Grazie a Mawata, la ragazza evita di venire investita da un'auto, e insieme si dirigono verso la spiaggia. Qui vengono presto raggiunte da Hayate, preoccupato per la salute di Himeno. Poco dopo, incontrano Takako, che ha precedentemente consumato l'energia agli altri Riphe Knight. Ma Himeno, credendo in se stessa, consegue con successo la fusione con Hayate, ripristina l'energia dei Riphe Knight e riesce a ferire nella battaglia Takako, che è costretta a ritirarsi. |                |                  |
| 9  | 「届かない旋律」 - Todokanai merodī – "Melodia irraggiungibile" | 30 maggio 2001 | solo su DVD      |
| 9  | Mawata è rimasta nella sua camera da quando ha assistito all'abbraccio tra Himeno e Hayate in spiaggia. Himeno sente la presenza di Takako da qualche parte nella villa Awayuki, e insieme ai Riphe Knight si divide per cercarla. La sua famiglia e l'amica Yayoi Takato credono sia un fantasma a nascondersi, e si mettono alla ricerca, senza però alcun risultato. Himeno, nel frattempo, pensa a cosa prova Hayate per lei. Mawata racconta del suo vero padre, a cui era molto legata prima che morisse, a Mikage, che le consiglia di accettare i suoi sentimenti e di essere onesta con se stessa. Sasame, dopo aver capito che Mikage è in realtà Takako, non solo gli confessa il suo amore, ma sceglie anche di affiancarla nella battaglia contro la Pretear. |                |                  |
| 10 | 「想いの果てに」 - Omoi no hate ni – "Agli estremi confini delle proprie emozioni" | 6 giugno 2001  | solo su DVD      |
| 10 | Takako respinge i sentimenti di Sasame per lei prima di scomparire. Mentre Mannen, Hajime e Shin aiutano a costruire una casa per Himeno, Hayate le dice di ritornare alla villa per dire addio alla sua famiglia. Takako, rendendo Mawata in uno stato di trance, tenta di assorbire l'odio dal suo cuore, ma la ragazza prova ancora affetto per Sasame. Takako dunque ordina a Sasame, che ha distrutto la casa, di uccidere Hayate per conquistarla, ma questi sembra esitante. Alla fine Takako permette a Hayate di vivere e dà a Sasame il potere delle tenebre. |                |                  |
| 11 | 「ガラスの瞳」 - Garasu no hitomi – "Occhi di vetro" | 13 giugno 2001 | solo su DVD      |
| 11 | Sasame vuole rimanere vicino a Takako, nonostante questa voglia distruggere l'energia dei riphe. Hayate, invece, si scusa con Himeno per averle assegnato la responsabilità di diventare Pretear. Con sentimenti contrastanti, Mawata riceve la visita di Sasame, venuto a portarla via; rinfaccia, inoltre, alla madre Natsue di essersi sentita sempre sola fino al suo primo incontro col ragazzo. Intanto, Himeno permette a Hayate di fondersi in lei, usando una spada di vento per sconfiggere i demoni larva che si avvicinano alla villa. Dopo aver visto Takako baciarsi con Sasame, Mawata viene soggiogata e il suo cuore diventa il nucleo del Grande Albero di Fenrir, che è cresciuto. |                |                  |
| 12 | 「ぬくもりをもう一度」 - Nukumori wo mou ichido – "Calore ancora una volta" | 20 giugno 2001 | solo su DVD      |
| 12 | Kaoru e Natsune giungono sul posto con Mayune, che è ansiosa di salvare la sorella. Himeno, insieme ai tre, prova a liberare Mawata dal controllo del Grande Albero di Fenrir, mentre Mannen, Hajime e Shin aiutano ad evacuare la città, e Kei e Go respingono i demoni larva in agguato. Sasame, a quel punto, rivela a Himeno quanto Mawata abbia sofferto per tutto questo tempo e di come tutti ne erano all'oscuro. Hayate ingaggia uno scontro con Sasame, da cui esce sconfitto. Himeno riesce, invece, a liberare Mawata dal suo odio e affronta Takako, disposta persino a perdonare e dimenticare il passato. Non riuscendo a far uccidere Himeno, Takako sceglie di suicidarsi attraverso le radici dell'Albero, ma Sasame la protegge e la salva pagando con la vita. |                |                  |
| 13 | 「白い雪の伝説」 - Shiroi yuki no densetsu – "La leggenda della neve bianca" | 27 giugno 2001 | solo su DVD      |
| 13 | Takako rimane scioccata nel vedere Sasame morire a causa sua e viene inghiottita dal Grande Albero di Fenrir, scatenando il caos nella città. Himeno permette a Hayate di fondersi in lei per salvare Takako, e gli altri Riphe Knight le donano l'energia per potenziarla. Hayate s'indebolisce nel tentativo di proteggere Himeno dalle radici dell'Albero, ma Himeno si trasforma nella Pretear Bianca e diffonde l'energia dei riphe, salvando Takako e riportando alla vita Sasame come neve bianca che cade dal cielo, ripristinando la pace in città. Finita la battaglia, Himeno cade a terra e muore, ma il bacio di Hayate la salva e la fa resuscitare miracolosamente. |                |                  |

### Colonna sonora
Due dischi contenenti le soundtrack della serie sono usciti rispettivamente il 22 giugno e il 24 agosto 2001, distribuiti da Geneon Universal Entertainment. In Italia come sigle vengono usate quelle originali.
Sigla di apertura
- White Destiny, di Yōko Ishida

Sigla di chiusura
- Lucky Star, di Sayuri Yoshida

### Drama-CD
È stato pubblicato un drama-CD sull'opera, uscito il 25 ottobre 2001 e intitolato Shin Shirayuki-hime densetsu Pretear - ginban gekijō: "Okāsan no hana ga kieta hi" (新白雪姫伝説プリーティア 銀盤劇場「お母さんの花が消えた日」?).

### Differenze tra il manga e l'anime
L'anime mantiene le linee guida principali del manga, ma opera numerosi cambiamenti.
- L'inizio della storia e l'incontro con i Riphe Knight, nonché le personalità e l'aspetto fisico degli stessi, nell'anime hanno subìto dei cambiamenti; anche alcuni vestiti della Pretear sono leggermente diversi.
- Il marito di Natsue nell'anime non è morto: i due hanno divorziato.
- Nell'anime Hayate lavora come assistente di Kaoru, che fa lo scultore.
- A differenze del manga, Saihi non è un nome proprio, ma un titolo (Principessa dei disastri). Al personaggio è stato dato il nome Fenrir e la sua forma umana lavora come cameriera a casa Awayuki utilizzando il nome Mikage.
- Nell'anime Shin crea una barriera dicendo "Beyondios" per proteggere l'ambiente circostante dai demoni larva. Inoltre, nell'anime non compie la trasformazione con Himeno e quindi non muore: la Pretear delle Piante, però, compare brevemente poco prima della nascita della Pretear Bianca.
- Sasame diventa il Knight dell'Oscurità di Saihi e muore sacrificandosi per lei: la ragazza ritrova, così, la sua umanità e capisce di amarlo. Alla fine, Sasame torna in vita e si fidanza con Takako. Tutto questo non avviene nel manga.
- Nell'anime Saihi evoca il Grande Albero di Fenrir e usa Mawata come suo nutrimento, mentre nel manga possiede Natsue.
- Nel manga solo Mawata, Natsue e Yayoi sanno che Himeno è una Pretear, e le prime due lo vengono a sapere nella battaglia finale, mentre nell'anime Himeno lo confessa all'intera famiglia.
- Alla fine dell'anime Himeno muore, ma viene riportata in vita da un bacio di Hayate. Gli stessi sentimenti che provano l'uno per l'altra vengono resi più chiari rispetto al manga, dove i due non arrivano mai a baciarsi.